# Ishpeming
Ishpeming [ˈɪʃpəmɪŋ] ist eine Stadt im Marquette County im US-Bundesstaat Michigan in den Vereinigten Staaten. Die Stadt gilt als Geburtsort des Skispringens in den Vereinigten Staaten. Im Nordwesten der Stadt befindet sich die Ishpeming Township, welche autonome Befugnisse hat. Das U.S. Census Bureau hat bei der Volkszählung 2020 eine Einwohnerzahl von 6.140 ermittelt.

## Geschichte
Die Gründung des Ortes geht zurück auf die Entdeckung von Eisenerz in den 1840er Jahren. Nachdem der Indianer Madji-Gesick den Entdecker Philo Everett zu einem „glänzenden“ Berg geführt hatte, wurden in diesem große Erzvorkommen gefunden. Der Ort, der den Namen Jasper Knob erhielt, gilt heute als einer der größten Edelsteine. Bis 1862 gehörte das Stadtgebiet zum großen Siedlungsgebiet des Lake Superior. Kurz darauf gab sich die Stadt einen eigenen Namen. Nach Übersetzung von ishpiming (deutsch auf dem Gipfel oder Himmel) aus der Sprache der Anishinabe-Indianer, einem lokalen Dialekt der Ojibwe folgte die Benennung als Ishpeming.

## Bevölkerung
Nach der Volkszählung im Jahr 2010 lebten in Ishpeming 6470 Menschen in 2824 Haushalten. Die Bevölkerungsdichte betrug 285,8 Einwohner pro Quadratkilometer. In 1664 Familien lebten statistisch je 2,85 Personen.
Ethnisch betrachtet setzte sich die Bevölkerung zusammen aus 96 Prozent Weißen, 0,2 Prozent Afroamerikanern, 1,1 Prozent amerikanischen Ureinwohnern, 0,3 Prozent Asiaten sowie 0,1 Prozent aus anderen ethnischen Gruppen; 2,2 Prozent stammten von zwei oder mehr Ethnien ab. Unabhängig von der ethnischen Zugehörigkeit waren 1,0 Prozent der Bevölkerung spanischer oder lateinamerikanischer Abstammung.
21,7 Prozent der Bevölkerung waren unter 18 Jahre alt, 61,3 Prozent waren zwischen 18 und 64 und 17 Prozent waren 65 Jahre oder älter. 51,8 Prozent der Bevölkerung war weiblich.
Das mittlere jährliche Einkommen eines Haushalts lag bei 39.826 USD. Das Pro-Kopf-Einkommen betrug 20.193 USD. 6,8 Prozent der Einwohner lebten unterhalb der Armutsgrenze.

## Politik

### Gemeinderat und Bürgermeister
Der Gemeinderat von Ishpeming besteht aus fünf Mitgliedern. Diese werden jeweils für vier Jahre gewählt und können maximal zwei Amtszeiten bestreiten. Bürgermeister ist Mike Tall.

## Kultur und Sehenswürdigkeiten

### Museen

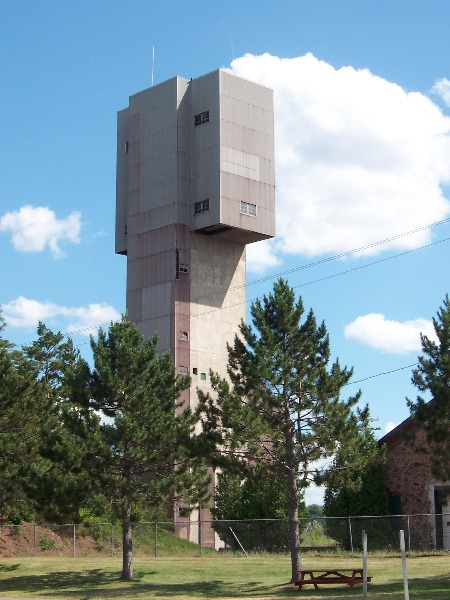
Turm der Cliffs Shaft Mine

In Ishpeming befindet sich mit dem Cliffs Shaft Mining Museum ein großes Bergbaumuseum, in dem hauptsächlich Exponate aus der Zeit des Bergbaus in der Region um Ishpeming ausgestellt werden. Zum Museum gehört dabei auch ein Museumsbergwerk. 

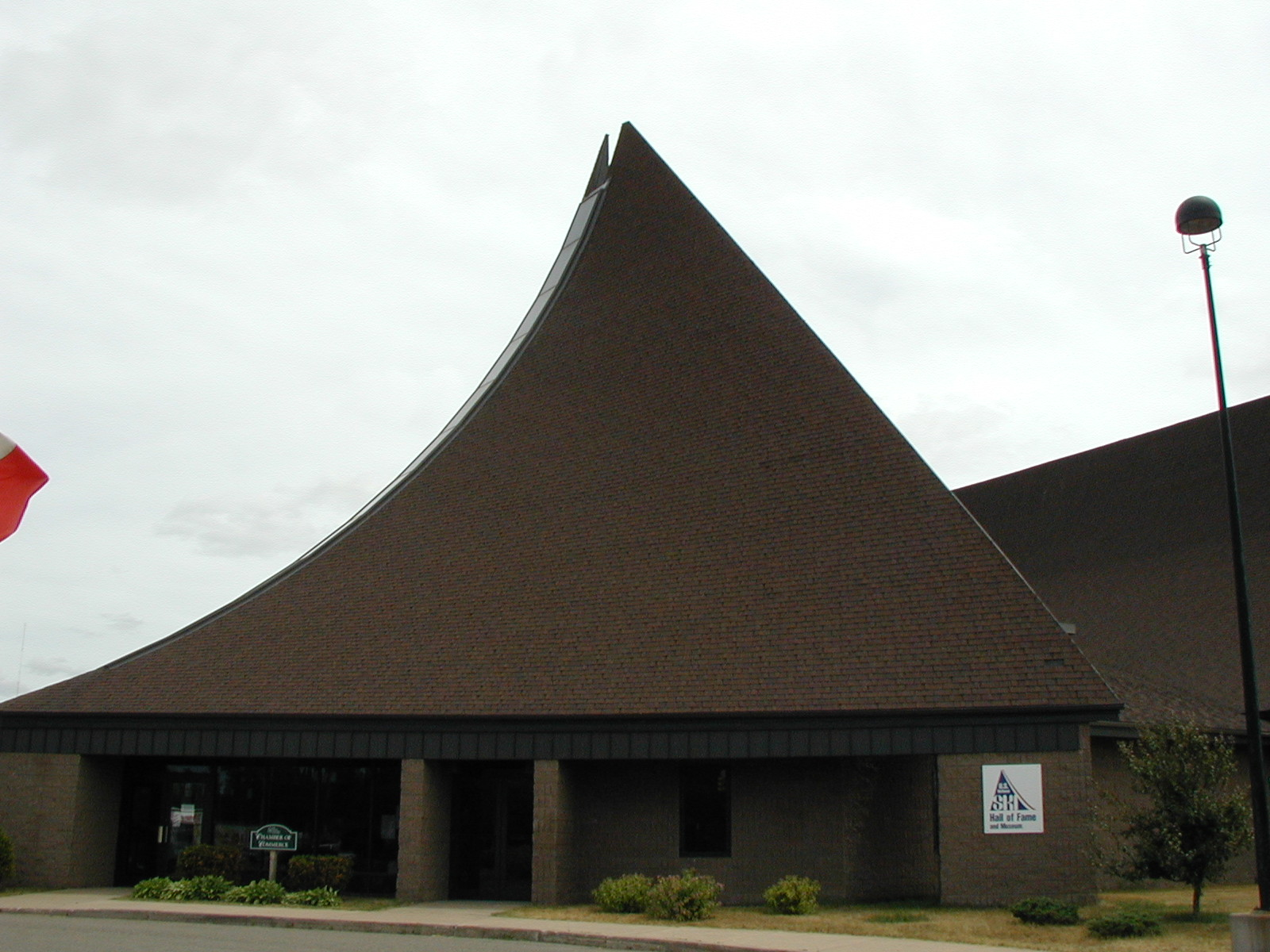
National Ski Hall of Fame

Zudem beherbergt der Ort die U.S. Ski and Snowboard Hall of Fame (offiziell U.S. Ski and Snowboard Hall of Fame and Museum).

### Bauwerke
Die St. John the Evangelist Catholic Church war die erste katholische Kirche in Ishpming. Der Bau begann 1869 und wurde bereits 1870 fertiggestellt. 1927 erfolgte der Abriss der alten Holzkirche und der Aufbau einer neuen Kirche, welche 1928 geweiht wurde.
Das Mather Inn, ein 1875 vom Gründer der Stadt Robert Nelson gebautes Hotel ist seit 1978 in das National Register of Historic Places aufgenommen.

### Sport
Nachdem norwegische Einwanderer in der Region das Skispringen etablierten, wurde ab 1925 in Ishpeming mit dem Suicide Hill eine Anlage mit insgesamt fünf Skisprungschanzen errichtet. Den Namen erhielt die Schanze 1926, nachdem die Presse die Schanze nach einem Sturz des Springers Walter Anderson so bezeichnete. Bereits seit 1887 veranstaltet der Verein Ishpeming Ski Club ein jährliches Skisprung-Turnier, an dem sowohl nationale als auch internationale Athleten teilnehmen. Von 1999 bis 2003 war die Schanze Station im Skisprung-Continental-Cup.
Am 21. Februar 1905 wurde in Ishpeming der US-Skiverband gegründet. Er ist der Vorläufer der heutigen U.S. Ski and Snowboard Association. Gründer und erster Vorsitzender war der Skisportler und Bankier Carl Tellefsen.

## Wirtschaft und Infrastruktur
Ishpeming befindet sich in der Marquette Iron Range, einem Gebiet mit großem Vorkommen an Eisenerz. Südlich der Stadt betreibt Cleveland-Cliffs einen Tagebau.

### Verkehr
Den nördlichen Teil der Stadt durchquert der U.S. Highway 41 von Fort Wilkins nach Miami. Zudem gehört die Stadt zum Einzugsgebiet des Sawyer International Airport in Marquette.

### Medien
Von 1886 bis 1951 gab es mit Iron Ore eine eigene täglich erscheinende Tageszeitung in Ishpeming.

### Bildung
Zum Ishpeming Public School District No. 1 gehören drei Schulen, die Ishpeming High School, die Ishpeming Middle School und die Birchview Elementary School. Im autonomen Ishpeming Township gibt es zudem die Westwood High School sowie die Aspen Ridge Middle und die Aspen Ridge Elementary School.

## Persönlichkeiten

### Söhne und Töchter der Stadt
- Patrick Daniel Norton (1876–1953), Politiker
- Clarence Johnson (1910–1990), Flugzeugkonstrukteur
- Glenn T. Seaborg (1912–1999), Chemiker, Kernphysiker und Nobelpreisträger
- Walter Bietila (1916–1996), Skispringer
- Jon St. Andre (1939–2017), Skispringer
- Mark Ayotte (* 1964), Basketballschiedsrichter

### Persönlichkeiten, die vor Ort gewirkt haben
- H. Olin Young (1850–1917), Politiker und Präsident der Miner’s National Bank in Ishpeming

## Sonstiges
- Der Film Anatomie eines Mordes, welcher auf einem Kriminalroman des Ishpemingers John D. Voelker, besser bekannt unter seinem Pseudonym Robert Traver, basierte, wurde 1959 in Ishpeming gedreht. Zum 50. Jahrestag des Filmdrehes wurde im Ort gefeiert.[12]
- Die Green Bay Packers bestritten am 19. Oktober 1919 ihr erstes Auswärtsspiel in Ishpeming und gewannen dieses 33–0.[13]